# Arturo Orona
Arturo Orona Gámez (Torreón, Coahuila, 4 de mayo de 1908 — 19 de agosto de 1990) fue un activista social y un político mexicano.

## Biografía

### Primeros años
Nació en Barrial de Guadalupe, municipio de Torreón, Coahuila de Zaragoza y creció en Flor de Jimulco. Muy chico quedó huérfano, situación que provocó que trabajará desde los 6 años en el campo. Nunca fue a la escuela, aprendió a leer y a escribir mediante recortes de periódicos que arrojaban desde el tren que pasaba por la Flor de Jimulco. Las necesidades vividas, hicieron que naciera en él la inquietud de mejorar el nivel de vida, trabajo y salario de los campesinos.

### Creación del organismo Unión de Sociedades Ejidales
Después del reparto agrario hecho por Lázaro Cárdenas del Río y siendo entonces gobernador de Coahuila Pedro Rodríguez Triana, los campesinos constituyeron un organismo denominado Unión de Sociedades Ejidales, que se agrupaba a la totalidad de los ejidos de La Laguna. En las décadas de los treinta y cuarenta, esa unión, encabezada por el mismo Orona, formó los servicios médicos ejidales, los cuales contaban con los adelantos de la época. Se desempeñó además como delegado del Consejo Mundial de la Paz, como invitado visitó distintos países de Europa, Asia y Sudamérica.